# Merzhin
Merzhin es una banda surgida en 1996 en Landerneau, ciudad de la Bretaña, al noroeste de Francia. Pertenecientes al género musical conocido como «rock céltico», una de sus principales características es la utilización de instrumentos poco comunes entre los estándares del rock, como por ejemplo gaitas o flautas dulces, entre otros.
Toda esta influencia proviene directamente de la música tradicional bretona.
- Datos: Q3306726
- Multimedia: Merzhin / Q3306726